# Lioness: Hidden Treasures
Albums de Amy Winehouse
Back to Black
(2006)
Lioness: Hidden Treasures est le troisième et dernier album de la chanteuse soul britannique Amy Winehouse sorti en décembre 2011, à titre posthume.
Un autre album aurait dû sortir mais il a été détruit par le patron d’Universal UK, affirmant qu'il a voulu le détruire car il n'avait pas le moral après la mort de Amy Winehouse. L'album détruit avait déjà un énorme succès dans les studios d'enregistrement de Londres. Et déjà dans les rues de Londres, on discutait d'un nouvel album à venir après son décès. L'album contenait quatorze titres nouveaux et inédits,.

## Liste des titres
| No  | Titre                                    | Auteur                                                                   | Durée |
| --- | ---------------------------------------- | ------------------------------------------------------------------------ | ----- |
| 1.  | Our Day Will Come                        | Mort Garson, Bob Hilliard                                                | 2:49  |
| 2.  | Between the Cheats                       | Amy Winehouse, Salaam Remi                                               | 3:33  |
| 3.  | Tears Dry                                | Amy Winehouse, Ashford & Simpson                                         | 4:08  |
| 4.  | Will You Still Love Me Tomorrow ? (2011) | Gerry Goffin, Carole King                                                | 4:23  |
| 5.  | Like Smoke                               | Amy Winehouse, Salaam Remi, Nasir Jones                                  | 4:38  |
| 6.  | Valerie (version 1968)                   | Sean Payne, Dave McCabe, Abi Harding, Boyan Chowdhury, Russell Pritchard | 4:00  |
| 7.  | The Girl from Ipanema                    | Norman Gimbel, Antônio Carlos Jobim, Vinícius de Moraes                  | 2:47  |
| 8.  | Half Time                                | Amy Whinehouse                                                           | 3:51  |
| 9.  | Wake Up Alone (enregistrement original)  | Amy Whinehouse, Paul O’Duffy                                             | 4:24  |
| 10. | Best Friends, Right?                     | Amy Whinehouse                                                           | 2:56  |
| 11. | Body and Soul (avec Tony Bennett)        | Robert Sour, Frank Eyton, Edward Heyman, John Green                      | 3:19  |
| 12. | A Song for You                           | Leon Russell                                                             | 4:29  |